# Pittosporum huttonianum
Pittosporum huttonianum là một loài thực vật có hoa trong họ Pittosporaceae. Loài này được Kirk miêu tả khoa học đầu tiên năm 1870.